# Nutzer-Investor-Dilemma
Das Nutzer-Investor-Dilemma beschreibt den Umstand, dass Investitionen unterbleiben, weil der Investor langfristig keinen Ertrag aus seiner Investition erzielen kann, dagegen der Nutzer den Vorteil nicht zu zahlen hat.
Es taucht in der öffentlichen Diskussion auch unter der Bezeichnung Investor-Nutzer-Dilemma, Mieter-Vermieter-Dilemma, Eigentümer-Nutzer-Problematik oder Kosten-Nutzen-Dilemma auf (siehe auch Prinzipal-Agent-Theorie).
Es ist die Folge eines Marktversagens.

## Das Nutzer-Investor-Dilemma im deutschen Mietwohnungsbau
Das Nutzer-Investor-Dilemma wird häufig im Zusammenhang von politisch gewollten Investitionen in den Umweltschutz bei der Vermietung von Wohnungen genannt, es wird dann auch als Mieter-Vermieter-Dilemma bezeichnet.
In Deutschland verhindert der Gesetzgeber durch die Regelungen des § 559 Bürgerlichen Gesetzbuches (BGB) zur Miethöhe, dass der Investor mit seiner Investition langfristig Ertrag erzielt. Die Modernisierungsumlage gestattet zwar, Investitionen mit bis zu 8 % der Investitionssumme pro Jahr zeitlich unbegrenzt auf den Mieter umzulegen. Dieser Zuschlag darf gesetzlich aber nur solange von Mietern verlangt werden, bis eine ohnehin übliche Mieterhöhung erfolgt, die die ortsübliche Vergleichsmiete nach § 558 BGB (siehe Mietspiegel) nicht übersteigen darf. Eine Investition müsste sich in kurzer Zeit amortisieren, was bei Investitionen im Wohnungsbau in der Regel nicht möglich ist. In diesem Zeitraum hätten auch reguläre Mieterhöhungen erfolgen können, so dass Vermieter, die keine Investitionen tätigen, höhere Gewinne erzielen.
Oft steht einer Mieterhöhung auch einfach die Tatsache im Wege, dass sich eine entsprechende Miete gar nicht am Markt erzielen lässt.
Mieter, die in sanierten Mietwohnungen wohnen, sparen unter Umständen erhebliche Energiekosten, zahlen langfristig aber die gleiche Miete wie Mieter unsanierter Objekte.

## Beispielrechnung

Grafik zur Beispielrechnung

Folgende Rechnung gilt für die Rechtslage in Deutschland:
Der Vermieter eines Mehrfamilienhauses mit 500 m² Wohnfläche will eine alte Ölheizung durch eine Wärmepumpenheizung ersetzen. Die Anlagenkosten belaufen sich auf 15.000 €. Für die Anlage erhält er staatliche Fördermittel in Höhe von 3.000 €.
Die Investitionskosten abzüglich der Förderung kann der Vermieter auf seine Mieter umlegen. 12.000 € · 8 % = 960 € darf er jährlich von seinen Mietern zurückverlangen. Bei dem ortsüblichen Mietpreis von aktuell 6 €/m² bedeutet dies einen Zuschlag von 960 € / 12 Monaten / 500 m² = 0,16 € auf 6,16 € monatlich, also eine Mietsteigerung von 2,7 %. Die Mieter haben jedoch eine Energiekostenersparnis, die diese Mehrkosten übertrifft.
Nach zwei Jahren will der Vermieter nun die Miete im Rahmen der örtlichen Vergleichsmiete erhöhen. Laut Mietspiegel wäre eine Mieterhöhung von 3 % auf 6,18 €/m² monatlich möglich. Diese Erhöhung hätte er auch ohne Modernisierungsmaßnahme verlangen dürfen. Da aber die Mieterhöhung durch Modernisierung nun Bestandteil der Miete geworden ist, darf er den Zuschlag für die Wärmepumpenheizung nicht mehr verlangen. Er müsste die Kosten der Anlage also zum größten Teil selbst tragen, die Mieter sparen dagegen dauerhaft Energiekosten.
Noch dazu ist fraglich, ob überhaupt eine Mieterhöhung erfolgen darf, da keine Energieersparnis im Sinne des BGB, sondern „nur“ eine umweltfreundliche Primärenergie- und Kostenersparnis eintritt.
Zu beobachten ist außerdem, dass ein staatlicher Zuschuss die Kosten der Maßnahme für den Mieter zwar deutlich reduziert, dagegen die Rentabilität für den Investor sogar verschlechtert.
Nur bei sehr viel teureren Sanierungsmaßnahmen, bei niedrigen Mieten oder niedrigen Inflationsraten könnte der Vermieter die Investition eventuell über einen sehr langen Zeitraum refinanzieren. Die oft wiederkehrende Behauptung, die Investition des Eigentümers hätte sich gemäß der alten Gesetzeslage nach 9 Jahren mit 11 % BGB-Mieterhöhung amortisiert, bzw. nach der neuen Gesetzeslage nach 12,5 Jahren, ist in jedem Falle unhaltbar. Denn Aspekte wie die beschriebene Begrenzung durch die Vergleichsmiete, aber auch Investitionsrücklage, Abschreibung, Kapitalkosten und Inflation werden hierbei außer Acht gelassen.

## Folgen
Die Problematik führt seit Jahren dazu, dass Vermieter regelmäßig nur die vom Gesetzgeber verlangten Maßnahmen an Mietgebäuden vornehmen. Die Mieter dagegen müssen gegebenenfalls hohe Energiekosten in Kauf nehmen, da diese vom Vermieter als Umlagen an den Mieter weitergegeben werden können.
Warmmietenneutrale Sanierungen lassen sich oft nicht realisieren, d. h. die mögliche Mieterhöhung überschreitet die Einsparung auf Mieterseite. Aber selbst wenn Sanierungen unter wirtschaftlichen Gesichtspunkten vernünftig wären, werden sie nicht durchgeführt, staatliche Subventionen vermindern zwar die Belastungen für die Mieter, schmälern aber die Refinanzierungsaussichten (siehe Beispiel).

## Lösungsansätze
Unterstellt man ein Marktversagen, so lässt sich der Aspekt der asymmetrischen Information dadurch abmildern, in dem der Nutzer die Möglichkeit erhält, den genutzten Gegenstand an seinen Eigenschaften zu erkennen und zu bewerten. Der gesetzlich vorgeschriebene Energieausweis könnte hier eine Orientierungshilfe bieten, wobei dieser keine Rückschlüsse über den tatsächlichen Energieverbrauch zulässt und die Bewertung nach unterschiedlichen Verfahren erfolgt.
Zur Beseitigung des Marktversagens durch die beschriebenen mietrechtlichen Hemmnisse und begründet durch das Auseinanderfallen von Nutzer und Investor, lassen sich u. a. folgende Lösungsansätze beobachten:

### Warmmiete  bzw. Teilwarmmiete
Hierbei soll dem Vermieter die Möglichkeit eröffnet werden, sich durch Energiesparmaßnahmen zusätzliche Einnahmen zu verschaffen, da die Warm- bzw. Teilwarmmiete ein fester Bestandteil der Nettomiete ist. Beide Lösungen kranken wieder am Auseinanderfallen von Nutzer und Investor: Der Anreiz des Nutzers, sich sparsam zu verhalten, sinkt, die Kosten müssen vom Vermieter getragen werden. Bei der Teilinclusivmiete treten zusätzliche Probleme auf, u. a.: Welcher Anteil wird nutzungsunabhängig abrechnet, welcher nicht? Auch ist hier ein Eingriff in die Mietgesetzgebung notwendig.
Die novellierte Heizkostenverordnung lässt eine Warmmiete zu, allerdings nur bei Passivhäusern, bei denen auf Grund der niedrigen Heizkosten die Abrechnungskosten höher ausfallen als die eigentlichen Heizkosten.

### Wärme-Contracting
Viele Vermieter wurden durch das Nutzer-Investor-Dilemma veranlasst, die Verbesserung des energetischen Standards in Form des manchmal problematischen Wärme-Contracting durchzuführen. Für Mieter ist dieses Verfahren meist mit Kostennachteilen verbunden, da der Contractor naturgemäß profitorientiert agiert.
Außerdem beschränkt sich dieser Lösungsansatz nur auf die Anlagentechnik und erschließt damit nur den einen kleinen Teil des Einsparpotenziales im Gebäudebestand. Ein Gutachten beziffert die maximal mögliche Einsparung durch reine Anlagensanierung auf rund 20 %, was dann einem Energieverbrauch von rund 14 Liter Heizöl m²/Jahr statt rund 18 Litern entspräche. So genannte „7-Liter“-Häuser gelten aber bei Sanierungen derzeit als wirtschaftlich machbar.
Bei einer Komplettsanierung sinkt außerdem das o. g. Einsparpotenzial durch Anlagensanierung erheblich. Auch das Wärme-Contracting von Kleinanlagen wird derzeit nicht angeboten, so dass nur 20 % des Wohnungsbestandes für Contracting in Frage käme.

### Gesetzliche Auflagen
Die Energieeinsparverordnung enthält zahlreiche Nachrüstpflichten, im Bundesland Baden-Württemberg wurde eine Pflicht für die Einführung thermischer Solaranlagen eingeführt. Hierbei besteht grundsätzlich immer die Gefahr, dass der Investor nur der Auflagenpflicht nachkommt statt eine optimale Lösung anzustreben, wenn ihm keine Amortisation ermöglicht wird. Es entsteht zusätzlicher Aufwand für Bürokratie zur Einhaltung und Überprüfung.

### Mietspiegel
Mieten werden in Deutschland oft im Rahmen eines örtlich gültigen Mietspiegels erhoben. Wenn energetisch sanierte wie unsanierte Objekte für die Ermittlung der Miete gleich behandelt werden, sorgt dies sogar für eine Verschärfung des Nutzer-Investor-Dilemmas.
Die Grundidee besteht darin einen Zuschlag für die Wohnungen zu erheben, die einen bestimmten Standard erfüllen. Damit soll erreicht werden, dass Vermieter energetisch sanierter Immobilien dauerhaft einen Ausgleich erhalten.
Dieser Lösungsansatz ist problematisch, da ein Mietspiegel kein politisches Instrument ist, sondern die Marktsituation „nach wissenschaftlichen Grundsätzen“ widerspiegeln soll. Wenn sich nach Marktlage kein oder nur ein geringer Zuschlag ergibt bleibt das Nutzer-Investor-Dilemma bestehen. Unterschätzt werden darf auch nicht der Einfluss der beteiligten Akteure, Mieter- und Eigentümerverbände und Stadtverwaltungen. Im Spannungsfeld der Interessen ergeben sich immer nur Kompromisse, die einer Lösung des Nutzer-Investor-Dilemmas zuwiderlaufen.
Der Gesetzgeber hat es bisher versäumt, Kriterien in einer Mietspiegelverordnung festzulegen, obwohl ihm BGB 558c hierzu Gelegenheit böte. So ist zu beobachten, dass sich in Gemeinden hierzu eine Vielzahl unterschiedlicher Beurteilungskriterien herausbilden.
Für eine sichere Refinanzierung einer energetischen Sanierung ist ein Mietspiegel ungeeignet. Die sich ggf. daraus ergebenden Zusatzeinnahmen sind nicht aufwandsbezogen und können sich durch Änderungen des Mietspiegels alle zwei Jahre ändern.

#### Zuschlag für Einzelmaßnahmen
In Mietspiegeln finden sich derzeit Kriterien wie:
- Einsatz von Brennwerttechnik
- Wärmedämmung
- Fenster mit Isolierverglasung
- Solaranlage zur Warmwassererzeugung

Erfüllt ein Gebäude diese Kriterien, darf ein Zuschlag erhoben werden. Vorteil dieser Methode ist, dass auch im Gebäudebestand der Eigentümer mit Einzelmaßnahmen honoriert bekommt, also auch preiswerte, aber anerkannt effiziente Technik zum Einsatz kommt im Vergleich zu einer aufwändigen Totalsanierung.

#### Zuschlag für das Erreichen von guten Energiebedarfs-/Energieverbrauchswerten
Der Energieausweis bietet erstmals die Möglichkeit, Gebäude nach standardisierten Verfahren energetisch zu bewerten. Erreicht ein Gebäude einen rechnerischen Wert, der sich aus dem Energieverbrauch oder dem rechnerisch ermittelten Bedarf ergibt, darf der Vermieter einen Zuschlag erheben.
Bei alleiniger Bewertung nach Bedarfs- bzw. Verbrauchswerten entsteht das Nutzer-Investor-Dilemma allerdings in neuer Form. Denn wenn der Aufwand zum Erreichen einer Mietspiegelrelevanz zu groß ist, unterbleiben sinnvolle Teilmaßnahmen eventuell ganz. Auch nach dem Erreichen eines Grenzwertes ist kein Anreiz mehr vorhanden, weitere Maßnahmen am Gebäude auszuführen.
Problematisch bei Berücksichtigung des Primärenergiebedarfes ist, dass dieser nicht mehr mit der bezahlten Energiemenge korreliert. Beispielsweise erzielt eine Holz-Pelletsheizung einen wesentlich geringeren Primärenergiebedarf als eine Heizung mit fossilen Energieträgern, nicht aber unbedingt geringere Kosten. Der Zuschlag wird zum umweltpolitischen Instrument.
Ein weiteres schwerwiegendes Problem ist die Existenz drei unterschiedlicher Ausweisformen. Für dasselbe Gebäude lassen sich derzeit (2010) drei verschiedene Ausweise erstellen: Ein auf dem Energieverbrauch basierender Ausweis und zwei auf dem theoretischen Energiebedarf basierende Ausweise (nach [EnEV] 2007, EnEV 2009). Es sind aber nicht für alle Gebäudearten alle Ausweise zulässig. Da ein Vergleich der Ergebnisse oft nicht möglich ist, bedeutet dies in der Praxis, dass die Ausweise für eine Mietspiegelerhebung in der Regel nicht nutzbar sind.

#### Beispiele für Mietspiegel
Seit Jahren ist in vielen Mietspiegeln für energiesparende Fenster ein Zuschlag möglich. Es zeichnet sich ab, dass die Berücksichtigung der unterschiedlichen Energieausweise problematisch ist und bei Berücksichtigung mit unterschiedlichsten Umrechnungen versehen werden muss. Außerdem ändern sich die Kriterien von Jahr zu Jahr oftmals, wie die Beispiele zeigen.

##### Darmstadt
Der Mietspiegel 2003 in Darmstadt führte erstmals die gute wärmetechnische Beschaffenheit als Merkmal einer Wohnung ein. Es durfte ein Mietzuschlag von 0,37 € pro m² Wohnraum und Monat erhoben werden, wenn der Primärenergiebedarf des Gebäudes von 175 kWh pro m² und Jahr unterschritten wurde.
Ab 2008 waren folgende Zuschläge möglich: bei einem angepassten Primärenergiekennwert von unter 175 kWh pro m² und Jahr dürfen 0,49 € pro m² und Monat zusätzlich vom Mieter verlangt werden. Liegt der Kennwert unter 250 kWh pro m² und Jahr ist ein Zuschlag von 0,37 € pro m² und Monat möglich. Es sind nur noch Energiebedarfsausweise nach der Energieeinsparverordnung 2007 zulässig.
Ab 2022 mussten aus einem Maßnahmenkatalog eine Mindestpunktzahl erreicht werden oder der Energiebedarfskennwert von jetzt 80 kWh pro m² und Jahr erreicht oder unterschritten werden.

##### Frankfurt am Main
Der Mietspiegel 2010 der Stadt Frankfurt am Main berücksichtigte Fenster und Heizungsanlage bei Ermittlung der Miete mit einem Zuschlag von bis zu 0,44 € pro m² und Monat.
Der Mietspiegel aus dem Jahr 2022 sah nur noch Zuschläge für Fenster in Altbauten vor.

##### Andere Städte
Für die Stadt Bochum wurden im Mietspiegel 2012 Zuschläge für Dämmung von 0,25 € pro m² und Monat, Brennwerttechnik 0,23 € pro m² und Monat. Diese Zuschläge zusammengenommen können immerhin bis zu 10 % des Mietpreises in Bochum ausmachen. Die Berücksichtigung von Energieausweisen im Mietspiegel 2008 wurde rückgängig gemacht, im Jahr 2021 ist er wieder als Merkmal enthalten.
Der Mietspiegel 2010 der Stadt Regensburg berücksichtigte Verbrauchs- und Bedarfsausweise in gleicher Weise.
Der Mietspiegel ab 2011 in Berlin berücksichtigte bei der Ermittlung der Miete jeweils Zu- und Abschläge auf Basis eines Verbrauchsenergiekennwertes.